# Parapimelodus
Parapimelodus (Парапімелодус) — рід прісноводних риб родини Пласкоголові соми ряду сомоподібні. Має 2 види.

## Опис
Загальна довжина представників цього роду коливається від 16 до 18,5 см. Голова сплощена зверху. Очі дуже великі, розташовані з боків. Рот помірного розміру. Верхня щелепа довша за нижню. Є 3 пари вусів. Зяброві тичині дуже довгі. На першій зябровій дузі присутні 55 тичинок. Тулуб й хвостове стебло стиснуто з боків, особливо останнє. Шипи на спинному та грудних плавцях гострі й отруйні. Спинний плавець має 5—6 м'яких променів. Жировий плавець короткий і широкий. Грудні та черевні плавці вузькі. Анальний плавець доволі довгий. Хвостовий плавець розрізаний, з довгими лопатями.
Забарвлення спини й боків сріблясто-сірого кольору, черево — білувате або трохи жовтувате. Вуса мають темний колір. Плавці значно темніші за загальний фон.

## Спосіб життя
Це демерсальні риби. Воліють до прісної води. Зустрічаються серед каміння та корчів, де ховаються вдень. Активні переважно у присмерку. Живляться зоо- і фітопланктоном.

## Розповсюдження
Поширені в басейнах річок Ла-Плата, Уругвай, Парагвай, Парана.

## Види
- Parapimelodus nigribarbis (Boulenger, 1889)
- Parapimelodus valenciennis (Lütken, 1874)